# Erebia erda
Erebia erda är en fjärilsart som beskrevs av Scheljushko 1924. Erebia erda ingår i släktet Erebia och familjen praktfjärilar. Inga underarter finns listade i Catalogue of Life.